# كريستيان دانيال راوش
كريستيان دانيال راوش (بالألمانية: Christian Daniel Rauch)‏ هو نحات ألماني، ولد في 2 يناير 1777 في باد آرولزن في ألمانيا، وتوفي في 3 ديسمبر 1857 في درسدن في ألمانيا.

## وصلات خارجية
- كريستيان دانيال راوش على موقع الموسوعة البريطانية (الإنجليزية)